# Abbazia di San Liberatore a Maiella

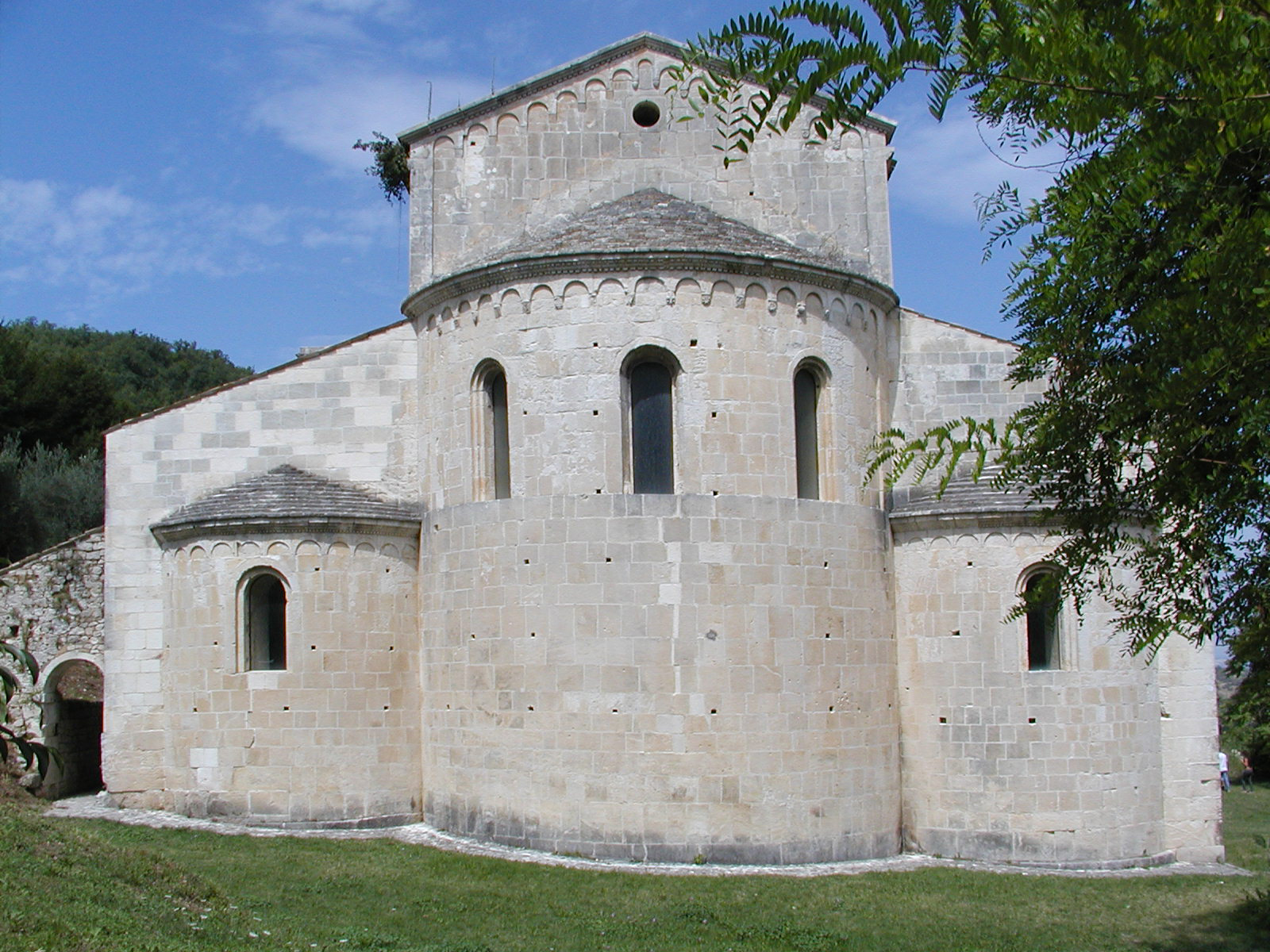
Ehemalige Klosterkirche San Liberatore a Maiella

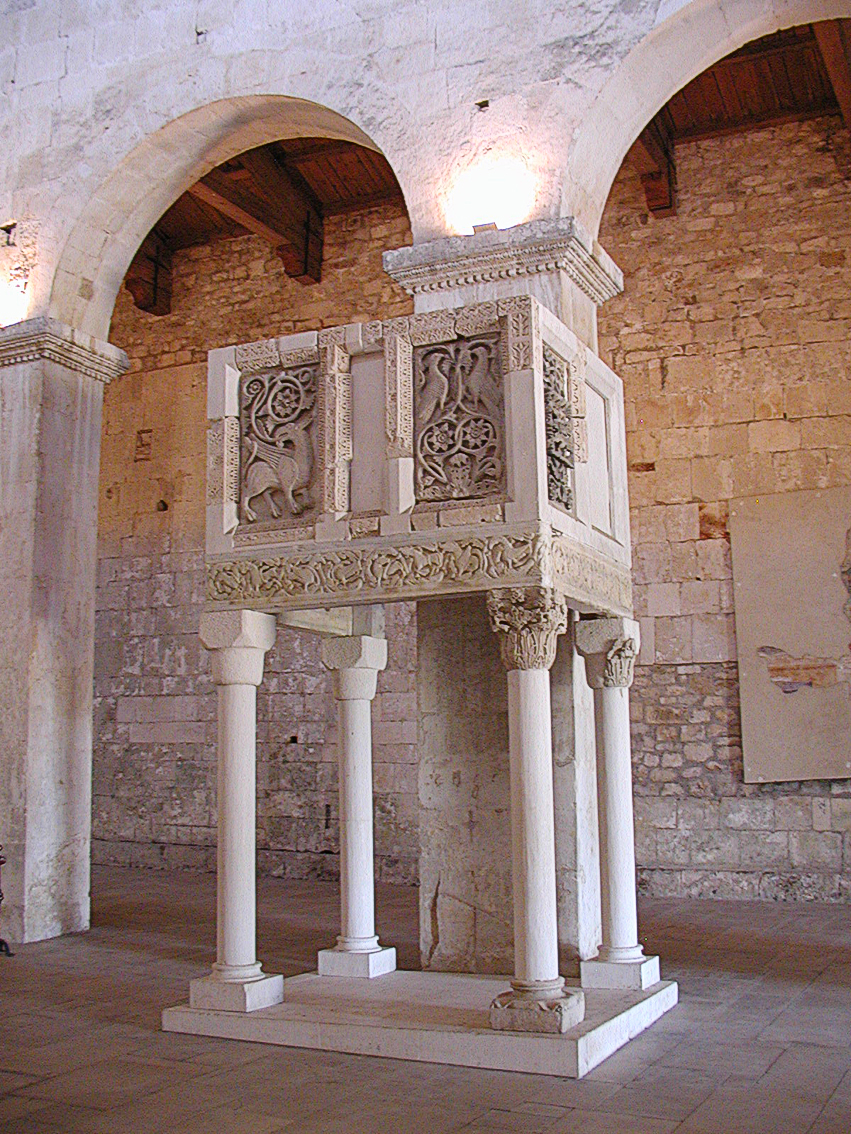
Kanzel in der Klosterkirche

San Liberatore a Maiella ist ein ehemaliges Kloster in Italien. Es liegt abgeschieden in der Gemeinde Serramonacesca (Provinz Pescara) in den Abruzzen. An dieser Stelle gab es seit dem 9. Jahrhundert Vorgängerbauten, von denen allerdings keinerlei Spuren erhalten sind. Das Kloster war ein Priorat von Montecassino, die urkundliche Überlieferung ist im dortigen Archiv aufbewahrt.

## Geschichte
Zu Beginn des 11. Jahrhunderts entstand der gegenwärtige Bau. Er wird als eines der schönsten mittelalterlichen Architekturensembles der Abruzzen bezeichnet. Der Campanile aus dem 11. Jahrhundert ist der älteste in den Abruzzen. 
Die Kirche ist ein einzigartiger Bau, dessen Reichtum und Monumentalität in dieser Abgeschiedenheit überrascht, und der zugleich eine so vollkommene Regelmäßigkeit in Grundriss und Gestaltung aufweist, wie man sie in der Provinz selten findet.
Die Fassade wurde verschiedentlich restauriert. Die Fenster entstanden erst im 16. Jahrhundert. Die ursprüngliche Struktur der Fassade ist nicht mehr rekonstruierbar. Erhalten sind lediglich die Portale.